# V/H/S/Beyond
Pour les articles homonymes, voir VHS et Beyond.
Série
V/H/S 85
(2023) V/H/S/8
(2025)
Pour plus de détails, voir Fiche technique et Distribution.
V/H/S/Beyond est un film à sketches horrifique found footage américain et sorti en 2024. Il s'agit du 7e volet de la franchise V/H/S (en).

## Fiche technique
Sauf indication contraire, les informations mentionnées dans cette section peuvent être confirmées par la base de données cinématographiques IMDb,  présente dans la section « Liens externes ».
- Titre original : V/H/S/Beyond
- Réalisation : Jordan Downey ("Stork"), Christian Long, Justin Long ("Fur Babies"), Justin Martinez ("Live and Let Dive"), Virat Pal ("Dream Girl"), Kate Siegel ("Stowaway") et Jay Cheel ("A Special Presentation")
- Scénario : Jordan Downey, Kevin Stewart, Christian Long, Justin Long, Justin Martinez, Ben Turner, Virat Pal, Evan Dickson, Mike Flanagan ("Stowaway") et Jay Cheel ("A Special Presentation")
- Musique : Nick Soole
- Photographie : Alexander Chinnici, Mike McLaughlin et Kevin Stewart
- Montage : Tanya Chhabria, Jordan Downey, Sean Mark Lamb Lewis et Benjamin A. Turner
- Production : Josh Goldbloom, James Harris, Nehal Pal, Brian Robertson et Michael Schreiber
- Sociétés de production : Shudder Original Films, Bloody Disgusting, Cinepocalypse et Studio71
- Société de distribution : Shudder (États-Unis, VOD), WTFilms (monde)
- Pays de production :  États-Unis
- Langue originale : anglais
- Genres : horreur, found footage, anthologie, science-fiction
- Dates de sortie[1] :
  - États-Unis : 30 septembre 2024 (Fantastic Fest d'Austin)
  - États-Unis : 4 octobre 2024 (sur Shudder)

## Distribution
Fur Babies
- Kevin Bohleber : Miles
- Braedyn Bruner : Angela
- Cameron Krugman
- Matthew Layton
- Libby Letlow
- Sivan Grenier

Stork
- Tyler Andrews

Abduction / Adduction
- Brian Baker
- Sam Gorski
- Wren Weichman
- Niko Pueringer
- Mitch Horowitz

Live and Let Dive
- Bix Krieger : Brittney
- Jerry Campisi : Noah
- Bobby Slaski
- Dominique Star : Dominique
- Matt Tramel : un instructeur
- Jared Trevino : un instructeur
- Rhett Wellington : Logan

Dream Girl
- Ashwin Mushran

N/A
- Phillip Andre Botello : Segura
- Trevor Wright : Abraham
- Dane DiLiegro : Stork
- Mike Ferguson : un fermier
- Jolene Andersen : Bennet
- Thom Hallum
- Skip Howland : le pilote
- Phillip Lundquist : Bo
- Alanah Pearce
- Vas Provatakis : E.T.

## Production
Lors du New York Comic Con d'octobre 2023, il est annoncé qu'un septième film de la franchise V/H/S est en développement. Chacun des segments de cette nouvelle anthologie est orienté vers la science-fiction, dans la veine d'autres suites de franchises d'horreur se déroulant dans l'espace comme Jason X, Leprechaun 4 : Destination cosmos, Hellraiser: Bloodline, Dracula 3000 et Amityville in Space, pour une sortie exclusive sur la plateforme de streaming Shudder. Josh Goldbloom, Brad Miska et James Harris sont annoncés à la production. Le film est produit par la plateforme Shudder, par le site Bloody Disgusting ainsi que Cinepocalypse et Studio71.
En juillet 2024, Bloody Disgusting annonce que les segments seront réalisés par Jordan Downey, Christian et Justin Long, Justin Martinez, Virat Pal et Kate Siegel.

## Sortie et accueil
V/H/S/Beyond est présenté en avant-première à la Fantastic Fest d'Austin le 30 septembre 2024, avant sa diffusion en exclusivité sur la plateforme Shudder aux États-Unis le 4 octobre 2024,.